# Третій шлях (Польща)
Третій шлях (пол. Trzecia Droga, TD) — політичний альянс у Польщі, який був утворений 27 квітня 2023 року, перед парламентськими виборами 2023 року. Метою коаліції є створення альтернативи як «Праву і справедливості», так і «Громадянській платформі», домінуючим політичним партіям у Польщі в 2010-х та на початку 2020-х років. Коаліцію створили центристська «Польща 2050» Шимона Головні та аграрна Польська селянська партія, яка очолює центристську Польську коаліцію.

## Історія
Неофіційну співпрацю між «Польща 2050» та Польською селянською партією оголосили Шимон Головня та Владислав Косіняк-Камиш 7 лютого 2023 року як «спільний список речей». Сторони заявили про бажання співпрацювати у сферах судової системи, освіти та місцевого самоврядування.
Після тривалих переговорів партії вирішили спільно брати участь у парламентських виборах 27 квітня, а потім оголосили назву коаліції 15 травня 2023 року. Незважаючи на співпрацю під час виборів, обидві партії створять дві окремі політичні фракції в наступному Сеймі.
Обидва лідери заявили про готовність вести переговори з іншими політичними партіями та організаціями. Тут йдеться передусім про фракцію Wolnościowcy, Товариство Молода Польща чи консервативних дисидентів із Громадянської платформи.

## Політична позиція
У блоці «Третій шлях» переважно домінують консервативні, християнсько-демократичні та помірковані ліберальні політики. Мета коаліції — переконати колишніх виборців «Права і Справедливості» переходити в опозицію, створивши в опозиційній діяльності центристську або помірковану консервативну платформу. Згідно з маніфестом «Третього шляху», коаліція хоче збільшити надходження до бюджетної сфери, реформувати шкільну систему, реалізувати кліматичну політику на основі відновлюваної енергетики та спростити податкову систему. Альянс закликає провести референдум про допустимість абортів, залишаючи своїм прихильникам свободу в соціальних питаннях; більшість його членів більш ніж менш консервативні в соціальних питаннях.
Ідеологічно Польська коаліція зосереджена навколо аграризму, консерватизму та християнської демократії, здебільшого через вплив Польської селянської партії та Центру для Польщі (консервативний відкол від Громадянської платформи), тоді як Союз європейських демократів зберігає соціал-ліберальні позиції як спадкоємець Унії Свободи. Польща 2050 представляє переважно центристські погляди з помітним впливом зеленої політики; присутні як християнсько-демократичні, так і ліберальні впливи, головним чином завдяки приєднанню до партії колишніх політиків Громадянської коаліції.
Позиція партії щодо питань ЛГБТК не є однозначною. У ефірі Radio Zet з Богданом Римановським свою позицію проти одностатевих шлюбів висловив Шимон Головня, який є головною фігурою Польщі 2050. Він сказав, що «його рух буде діяти за правилом голосування по совісті», якщо таке питання буде піднято. Головня вважає більш раціональною легалізацію цивільного партнерства.

## Назва
Назва «Третій шлях» передусім вказує на побудову альтернативи як «Об'єднаним правим», які є національно-консервативними, так і «Громадянській коаліції», яка є великою універсальною та всеохоплюючою партією. Незважаючи на певне дублювання, коаліція не асоціює себе з центристською політичною позицією Третього шляху.

## Співпраця
| Ім'я   | Ім'я | Ідеологія                                                 | Позиція                         | Лідер                   | депутатів | сенаторів | євродепутатів | Сеймики  | Входження      |
| Партія | Партія                                                                                                  | Партія                                                    | Партія                          | Партія                  | Партія    | Партія    | Партія        | Партія   | Партія         |
| ------ | --- | --------------------------------------------------------- | ------------------------------- | ----------------------- | --------- | --------- | ------------- | -------- | -------------- |
|        | Польська коаліція • Польська селянська партія • Союз європейських демократів • Центр для Польщі • Угода | Аграризм Християнська демократія Ліберальний консерватизм | Від центризму до правоцентризму | Владислав Косіняк-Камиш | 27 / 460  | 4 / 100   | 3 / 52        | 69 / 552 | 27 квітня 2023 |
|        | Польща 2050                                                                                             | Християнська демократія Зелена політика Лібералізм        | центризм                        | Шимон Головня           | 6 / 460   | 1 / 100   | 1 / 51        | 3 / 552  | 27 квітня 2023 |